# Olías del Rey (kommun)
Olías del Rey är en kommun i Spanien.   Den ligger i provinsen Toledo och regionen Kastilien-La Mancha, i den centrala delen av landet, 60 km söder om huvudstaden Madrid. Antalet invånare är 7 010.